# Thruscross
Thruscross est une paroisse civile du Yorkshire du Nord, en Angleterre.